# Jsem Moravan
Jsem Moravan je píseň, kterou koncem 19. století složil Václav Novotný starší (otec historika Václava Novotného). Píseň Jsem Moravan je někdy spolu s písněmi Moravo, Moravo a Bože, cos ráčil považována za neoficiální hymnu Moravy.

## Text písně

### Pivodův text
Jsem Moravan — toť chlouba má,

kdo, rcete, otčinu mou zná?

Kdo zná ten požehnaný kraj,

ten utěšený zemský ráj?

Ó Moravo — ty vlasti má,

tys země moje přemilá!

Zde Rostislav, zde Svatopluk

mé drahé mluvy střehli zvuk.

Zde posvátný konával děj

na Velehradě Metoděj.

Ó Moravo, ó vlasti má,

tys dávnou slávou věnčená!

Zde Olomúc, kde Jaroslav

byl potřel Tatar vrahóv dav;

zde Moravan vždy k boji stál,

když ve zbraň volal jeho král!

Ó Moravo, ó vlasti má,

tys krví otců svěcená!

Zde každý kraj má nový div —

zde dobrodružný lid je živ.

Ten miluje svou Moravu

a dbá o její oslavu.

Jsem Moravan, k tomu se znám

a za vlast statek, život dám!

### Původní text
Moravan jsem — to je má slast,

kdo znáte moji krásnou vlast?

K té já se srdcem vroucím znám,

pro ni rád statek, život dám?

Ó Moravo — ó vlasti má,

tys drahých předků otčina!

Zde Rostislav, zde Svatopluk

mé drahé mluvy střehli zvuk.

Zde první konal svatý děj

na Velehradě Methoděj.

Ó Moravo — ó vlasti má!

Velehrad tvůj září znova!

Zde Hostýn náš, zde Olomouc,

kde zlomena zlých Tatar moc.

Zde s Moravany český lev,

pro svobodu proléval krev.

Ó Moravo, ó vlasti má!

Krví praotců svěcená!
Zde Macocha, zde divů kraj,

zde brněnský se pyšní háj.

Zde obilí bohatý zdroj,

zde Hanáků malebný kroj.

Ó Moravo, ó vlasti má!

Ty's vší krásou požehnaná.